# Evangelisch-reformierte Kirche Lüdenhausen

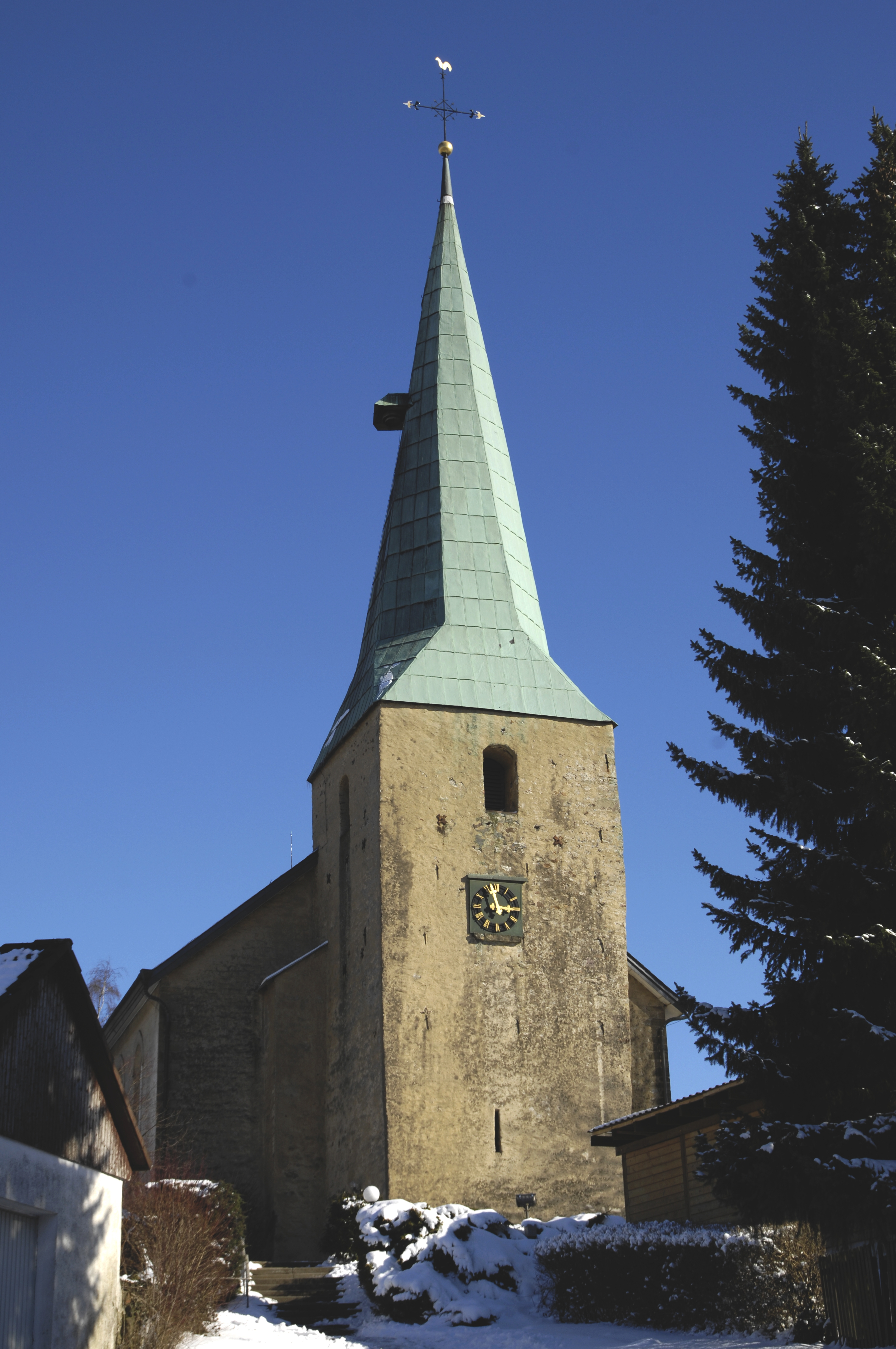
Evangelisch-reformierte Kirche

Die Evangelisch-reformierte Kirche ist ein denkmalgeschütztes Kirchengebäude in Lüdenhausen, einem Ortsteil von Kalletal im Kreis Lippe in Nordrhein-Westfalen. Sie ist Teil der evangelisch-reformierten Klasse Nord in der Lippischen Landeskirche.

## Geschichte und Architektur
Der spätklassizistische Saalbau mit polygoner Apsis und zentralen Portalrisaliten an den Längsseiten wurde von 1876 bis 1878 von dem Baurat Overbeck errichtet. Dabei wurde der romanische Westturm einbezogen. Das Gebäude aus Werk- und Bruchstein wurde verputzt. Eine umfangreiche Restaurierung wurde 1973 vorgenommen.

## Ausstattung

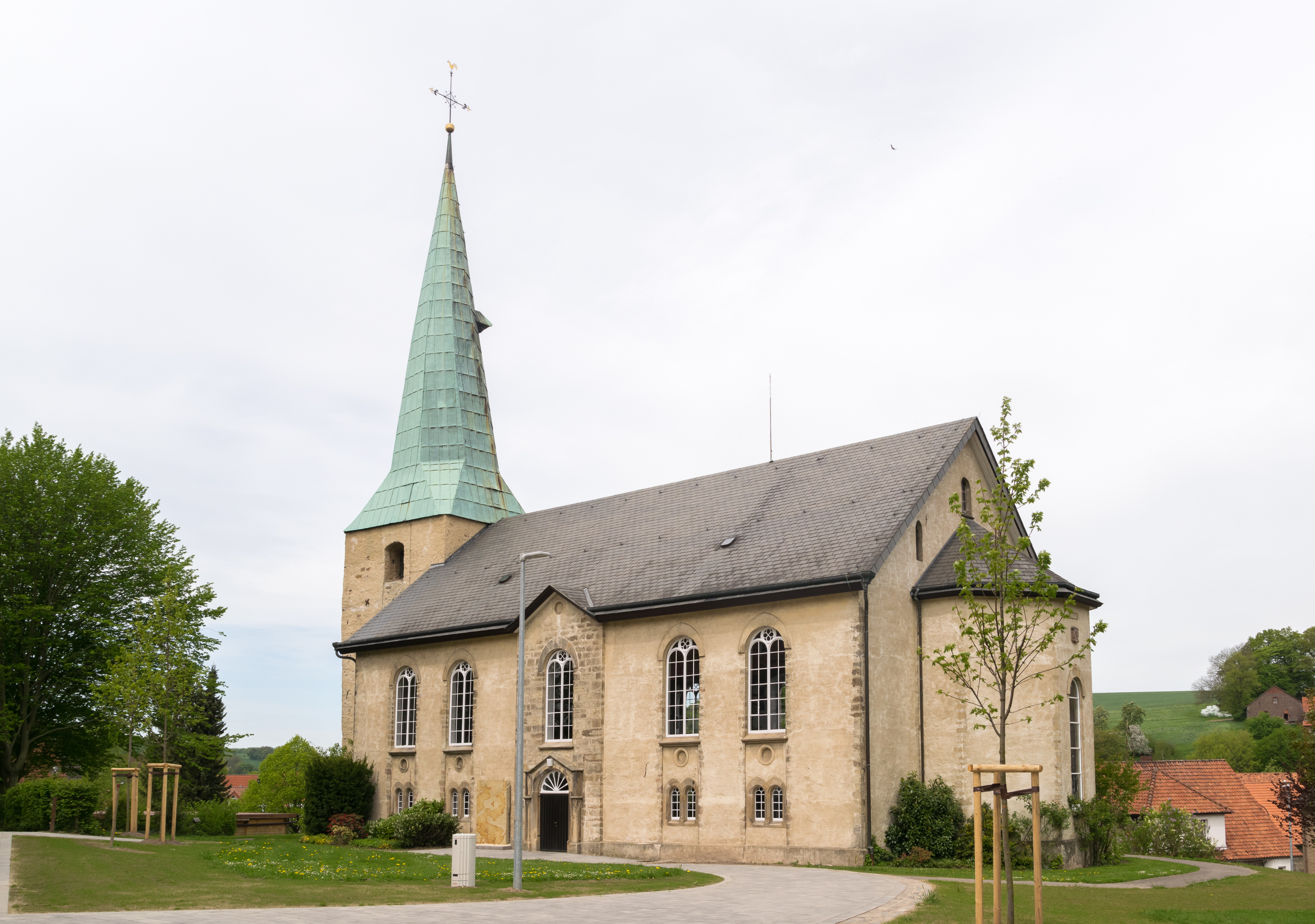
Seitenansicht

Die dreiseitig umlaufenden Emporen sind zwischen raumhohe Holzstützen eingespannt.
Ernst Klassmeier schuf im Jahr 1877 eine neue Orgel mit 16 Registern. Sie wurde 1975 durch Detlef Kleuker hinter dem historischen Prospekt ersetzt. Das Instrument verfügt über 15 Register, die sich auf zwei Manuale und Pedal verteilen. In der Brüstung wurde ein neues Pfeifenfeld ergänzt.
Die Glocke, eine Leihgabe, wurde 1668 von Gottfried und Siegmund Götz gegossen.